# Pierre Louis Jean Casimir de Blacas
Pierre-Louis Jean Casimir, první vévoda z Blacas (10. ledna 1771 Avignon – 17. listopadu 1839 Vídeň) byl francouzský starožitník, diplomat a politik. Stál v čele francouzské vlády v éře první bourbonské restaurace.

## Život
Byl synem aristokrata z Provence a nepřijal francouzskou revoluci. V roce 1790, když byl podporučíkem dragounů, uprchl do Nice v Sardinském království. Odtud odešel do německého pohraničního města Koblenz a připojil se ke kontrarevoluční emigrantské armádě bratrance Ludvíka XVI., prince z Condé. Později prošel Itálií a vstoupil do služeb Ruska. Bojoval proti Francouzské republice ve Švýcarsku pod velením Alexandra Suvorova. Poté odcestoval do Varšavy a znovu se připojil k exilovému dvoru pretendenta francouzského trůnu, mladšího bratra krále Ludvíka XVI., hraběte z Provence, který ho pověřil různými misemi, včetně diplomatické cesty do Petrohradu. Navzdory pomoci Josepha de Maistre, diplomatického vyslance sardinského krále na dvoře ruského cara Alexandra I., se mu nepodařilo získat pro budoucího krále velké výhody. Přesto si ho následník velmi oblíbil a po smrti hraběte d'Avaray v roce 1811 se Blacas stal nejbližším princovým rádcem.
Když se hrabě z Provence po porážce a abdikaci Napoleona v roce 1814 stal skutečným králem Francie, byl Blacas jmenován do funkce ministra odpovědného za královskou domácnost (ministre de la Maison du Roi) a byla mu udělena hodnost generálmajora. Převzal dominantní roli v Královské radě, neboli v podstatě působil jako předseda vlády. Ale dopustil se řady chyb a příliš často upřednostňoval představitele Ancien Régime, neboť nepochopil, jak moc se Francie revolucí a napoleonskou érou změnila, a že nový režim musí respektovat aspoň část elity, kterou si tyto éry vytvořily. Jeho chladné a odměřené chování mu mnohé odcizilo. Když se Napoleon vrátil z Elby, Blacas doprovázel nového krále do exilu v Gentu. Po bitvě u Waterloo a definitivním Napoleonově pádu však Blacasova nepopularita vedla k jeho propuštění z postu faktického premiéra a nahrazení umírněnějším Élie Decazesem. Odškodněn byl titulem paira a postem francouzského velvyslance v Království obojí Sicílie, jehož hlavní město se nacházelo v Neapoli.
Tam v roce 1816 vyjednal sňatek synovce Ludvíka XVIII., Karla Ferdinanda Bourbonského, s dcerou Františka I. Neapolsko-Sicilského Marií Karolínou. Poté byl jmenován francouzským velvyslancem při Svatém stolci v Římě. Dne 11. června 1817 podepsal konkordát mezi Bourbonskou Francií a papežem Piem VII. V roce 1820 obdržel Řád sv. ducha. Ještě jako velvyslanec v Římě byl jedním ze tří francouzských zástupců na kongresu v Lublani v roce 1821. V Římě zůstal mnoho let a stal se mecenášem německého archeologa a klasicisty Theodora Panofky, který se s ním vrátil do Paříže v roce 1828. Kromě toho úzce spolupracoval s italským archeologem Carlem Feou při vykopávkách Fora Romana. Společně správně identifikovali Chrám Castora a Polluka.
Ludvík XVIII. ho povýšil na vévodu 30. dubna 1821. Po Ludvíkově smrti si ho nový král, Karel X., vybral za jednoho ze svých předních šlechticů (premier gentilhommes de la chambre). Blacas byl také jmenován superintendantem korunních nemovitostí (intendant général des Bâtiments de la Couronne). Během své vlády podporoval orientalistu Jeana-Françoise Champolliona a vytvořil Egyptské muzeum v rámci Louvru. Za svého života Blacas nashromáždil i vlastní sbírku starožitností. V roce 1866 jeho potomci prodali většinu jeho sbírky Britskému muzeu, kde se nachází dodnes. Prodej vzácné sbírky do britských rukou ve Francii vzbudil rozhořčení.
Po červencové revoluci v roce 1830 Blacas následoval Bourbony do exilu. Později se zasloužil o propuštění vévodkyně z Gontautu z pozice guvernantky králových vnoučat ze strachu z jejích relativně liberálních politických názorů. V roce 1838 byl rakouským císařem jmenován princem (fürst). Zemřel ve Vídni 17. listopadu 1839. Italská encyklopedie Treccani uvádí, že zemřel v Praze. Byl pohřben vedle bourbonské krypty kláštera Kostanjevica v Nové Gorici v dnešním Slovinsku.